# Geomys pinetis
Geomys pinetis — вид гризунів, який мешкає на пд.-сх. США. Зустрічається в Алабамі, Джорджії та Флориді, де це єдиний вид свого роду.

## Морфологічна характеристика
Це вид із загальною довжиною 260 мм, включаючи хвіст приблизно 86 мм. Самці більші за самиць і мають середню вагу 176 г, а самиці – 136 г. Спинна шерсть корично-коричневого кольору, нижня частина більш бліда з червонувато-жовтим відтінком. Лапи і хвіст білі або блідо-коричневі. Він добре пристосований для життя під землею з великими виступаючими різцями, які використовуються для розривання коренів, і потужними кігтями на передніх лапах для копання.

## Поширення і середовище проживання
G. pinetis обмежений південно-східною частиною Сполучених Штатів, де він зустрічається в Алабамі, Джорджії та Флориді. Він займає кілька різних сухих, піщаних місць проживання; зустрічається на піщаних пагорбах з довголистою сосною (Pinus palustris) і дубом (Quercus laevis), а також зустрічається в дещо вологіших низьких пагорбах серед піщаних пагорбів з Quercus virginiana та іншими листяними деревами. Подалі від піщаних дюн він зустрічається в довголистих соснових лісах і середовищах існування сосни піщаної (Pinus clausa). Його присутність у будь-якій місцевості очевидна через численні купи піщаного ґрунту, які він виштовхує на поверхню.
Підвид G. p. mobilensis, знайдений на захід від річки Апалачікола, може представляти окремий вид. Генетичні дослідження показали, що він відносно генетично відрізняється від інших підвидів, і G. p. mobilensis мають різні види вошей, ніж номінальний підвид. Воші, як правило, видоутворюються разом із видами-господарями в межах Geomyidae.

## Екологія
G. pinetis є одиночною твариною, яка створює неглибокі тунелі, над якими розташовані низки горбів викопаного матеріалу. Ґрунт штовхається вгору передніми кінцівками та грудьми, утворюючи віялоподібний пагорб із тунелем з одного боку. Вхід в нору відразу забивають землею. Ці неглибокі тунелі з'єднані з більш глибокою системою тунелів гвинтовими «сходами». Внизу розташовані харчові камери та гніздова камера, яка може містити висушену рослинність і рослинні волокна.
Розмноження відбувається навесні та влітку, пік припадає на лютий/березень та червень/липень. Вагітність триває близько чотирьох тижнів, а середній розмір виводку -—два. Попри такий низький рівень плодючості, G. pinetis є звичайною твариною, що означає хорошу живучість потомства. Наявність у раціоні зелених кормів і те, що сови іноді харчуються ними, свідчить про те, що G. pinetis іноді виринають над землею. Проте хижаків під землею небагато, головну небезпеку становлять змії та ласки.
Вид активний протягом року. Він харчується корінням і кореневищами під землею, а також зеленими рослинами, такими як злаки, осока та бур'яни, до яких він може дістатися біля входу в нору. Велика кількість рослинності збирається і переноситься назад до камер зберігання в норі. Оскільки його нори сприяють росту рослин, можна зробити висновок, що вони є фермерами. Деякі членистоногі ділять нори з G. pinetis, включаючи близько чотирнадцяти видів, які більше ніде не зустрічаються. G. pinetis приваблюють оброблені землі, зокрема посіви солодкої картоплі, і також можуть бути шкідниками арахісу та гороху та плантацій цукрової тростини.